# Laophontodes antarcticus
Laophontodes antarcticus är en kräftdjursart som beskrevs av Brady 1918. Laophontodes antarcticus ingår i släktet Laophontodes och familjen Ancorabolidae. Inga underarter finns listade i Catalogue of Life.